# Liste der Einträge im National Register of Historic Places im Butler County (Iowa)

Lage des Butler County in Iowa

Die Liste der Einträge im National Register of Historic Places im Butler County in Iowa führt die Bauwerke und historischen Stätten im Butler County auf, die in das National Register of Historic Places aufgenommen wurden.
| [ 2 ] | Name                                     | Bild                                     | Eintragsdatum        | Lage                                                                            | Ort         | Beschreibung                                                    |
| ----- | ---------------------------------------- | ---------------------------------------- | -------------------- | ------------------------------------------------------------------------------- | ----------- | --------------------------------------------------------------- |
| 1     | Cherry Street Bridge                     | Cherry Street Bridge                     | 1998 ID-Nr. 98000753 | Cherry Street 42° 42′ 28″ N, 92° 35′ 8″ W                                       | Shell Rock  | Im Jahr 1900 errichtete Bogenbrücke                             |
| 2     | Coldwater Church of the Brethren         |                                          | 1979 ID-Nr. 79000883 | 100 block of North High Street 42° 53′ 31″ N, 92° 48′ 32″ W                     | Greene      | 1873 errichtete Kirche                                          |
| 3     | Charles H. & Theresa H. McBride Bungalow | Charles H. & Theresa H. McBride Bungalow | 2011 ID-Nr. 10001205 | 127 East Adair Street 42° 53′ 31″ N, 92° 48′ 32″ W                              | Shell Rock  |                                                                 |
| 4     | Netcott-Pfeiffer House                   |                                          | 2007 ID-Nr. 07000347 | 206 Buswell Street 42° 34′ 43″ N, 92° 47′ 28″ W                                 | Parkersburg | 1894 im viktorianischen Stil errichtetes Wohnhaus               |
| 5     | Renke and Wubke Renken House             |                                          | 2014 ID-Nr. 13001075 | 401 Coates Street 42° 34′ 38,2″ N, 92° 47′ 19,7″ W                              | Parkersburg | Wohnhaus des Geschäftsmannes R. G. Renken                       |
| 6     | Shell Rock Bridge                        | Shell Rock Bridge                        | 1999 ID-Nr. 99000307 | Brücke der Cherry Street über den Shell Rock River 42° 42′ 40″ N, 92° 34′ 53″ W | Shell Rock  | 1915 errichtete dreiteilige steinerne Bogenbrücke               |
| 7     | Charles Wolf House                       |                                          | 1979 ID-Nr. 79000884 | 401 5th Street 42° 34′ 32″ N, 92° 47′ 17″ W                                     | Parkersburg | 1895 im viktorianischen Stil errichtetes Wohnhaus; heute Museum |